# Barreiro
Barreiro er en by i det vestlige Portugal, med 78.764(2011) indbyggere. Byen ligger i regionen Lissabon, og er en satellitby til regionens og landets hovedstad Lissabon.